# EA 디지털 일루션스 CE
EA 디지털 일루션스 CE(스웨덴어: EA Digital Illusions CE AB, 약식: DICE, 다이스[*])는 1992년 설립된 스웨덴의 게임 제작사이다.
2004년 이후 기존의 예테보리에서 스톡홀롬으로 본사 소재지를 변경하였으며, 2006년 미국의 비디오 게임 제작 업체 일렉트로닉 아츠의 자회사로 편입되었다. 2013년 ~ 2014년 사이 80억 스웨덴 크로나의 매출을 기록했고 560명의 종업원을 두고 있다.

## 제작 또는 유통한 게임 목록

### 초기의 게임들
- Pinball Dreams (1992년)
- Pinball Fantasies (1992년)
- Amiganoid (1994년)
- Benefactor (1994년)
- Hardcore (1994년)
- Pinball Illusions (1995년)
- True Pinball (1997년)
- S40 Racing (1997년)
- Motorhead (1998년)
- STCC(1999년)

### 지금의 게임들
- STCC 2 (2000년)
- Rally Masters (2000년)
- NASCAR Heat (2000년)
- Matchbox Emergency Patrol (2001년)
- JumpStart Wildlife Safari Field Trip (2001년)
- JumpStart Dino Adventure Field Trip (2001년)
- Diva Starz: Mall Mania (2001년)
- Shrek (2001년)
- Rallisport Challenge (2002년)
- Pryzm: Chapter One (2002년)
- 배틀필드 (비디오 게임 시리즈) (2002년~)
- 미드타운 매드니스 3 (2003년)
- 미러스 엣지 (2008년)
- 미러스 엣지 카탈리스트 (2016년)

## 같이 보기
- 일렉트로닉 아츠
- 배틀필드 시리즈